# Vikash Dhorasoo
Vikash Dhorasoo (Harfleur, 10 ottobre 1973) è un ex calciatore, politico e giocatore semiprofessionista di poker francese di origini mauriziane, di ruolo centrocampista. Con la nazionale francese si è laureato vicecampione del mondo nel 2006.

## Carriera

### Club
Iniziò con il Le Havre, debuttando nella massima serie francese l'11 agosto 1993 (Le Havre-Saint-Étienne 0-0) e divenendo titolare dalla stagione successiva. Nell'estate 1998 passò al Lione, con cui rimase per le tre annate successive, vincendo la Coppa di Lega nel 2000-2001. La stagione 2001-2002, in cui vinse di nuovo la Coppa di Lega, lo vide in prestito al Bordeaux a causa di dissapori con il tecnico Jacques Santini. Nell'estate 2002 tornò al Lione (alla cui guida nel frattempo era arrivato Paul Le Guen), con cui vinse due campionati (2002-2003 e 2003-2004) e due Supercoppe di Francia.
Nella stagione 2004-2005 approdò al Milan a parametro zero. Tra i rossoneri allenati da Carlo Ancelotti l’utilizzo del francese fu ridotto, con 20 presenze tra tutte le competizioni, tuttavia il suo apporto in campo fu positivo. Fece la sua apparizione anche nella Supercoppa italiana vinta per 3-0 contro la Lazio. Accettò in seguito di tornare in Francia, al Paris Saint-Germain, nella stagione 2005-2006. Con i parigini raccolse 34 presenze in campionato, la vittoria della Coppa di Francia e, a fine annata, la convocazione per i Mondiali 2006. All'inizio della stagione successiva, il 26 settembre, fu messo fuori rosa dal PSG, che lo licenziò l'11 ottobre.
In seguito restò inattivo per tutto il resto della stagione e nell'estate del 2007 venne ingaggiato dal Livorno, militante in Serie A. Tuttavia con gli amaranto non giocò mai, rescindendo il suo contratto in autunno. In data 11 gennaio 2008 ufficializzò il suo ritiro dal calcio giocato.

### Nazionale
Con la Nazionale francese esordì nel 1999 e prese parte ai Mondiali 2006, in cui subentrò per due volte in campo, a tempo quasi scaduto. Negli stessi giorni girò un film amatoriale con una propria telecamera: il documentario raccontava la vita del ritiro francese dal punto di vista di una riserva o "sostituto" (Substitute, per l'appunto, fu il titolo originale del film). Con la maglia dei Bleus vanta 18 presenze e una rete.

### Dopo il ritiro
Dopo il ritiro ha intrapreso la carriera di giocatore di poker semiprofessionista. Ha collezionato 2 piazzamenti a premi EPT (15º a Deauville nel 2009, 37º a Berlino nel 2010); complessivamente vanta guadagni superiori ai $527.454 in tornei live.
Nel novembre del 2019 ha annunciato la propria candidatura alle elezioni comunali parigine del 2020, sostenuto dalla formazione di sinistra radicale La France Insoumise, senza risultare eletto.

## Statistiche

### Presenze e reti nei club
Statistiche aggiornate al 30 giugno 2008.
| Stagione                   | Squadra                    | Campionato                 | Campionato | Campionato | Coppe nazionali | Coppe nazionali | Coppe nazionali | Coppe continentali | Coppe continentali | Coppe continentali | Altre coppe | Altre coppe | Altre coppe | Totale | Totale |
| Stagione                   | Squadra                    | Comp                       | Pres       | Reti       | Comp            | Pres            | Reti            | Comp               | Pres               | Reti               | Comp        | Pres        | Reti        | Pres   | Reti   |
| -------------------------- | -------------------------- | -------------------------- | ---------- | ---------- | --------------- | --------------- | --------------- | ------------------ | ------------------ | ------------------ | ----------- | ----------- | ----------- | ------ | ------ |
| 1993-1994                  | Le Havre                   | D1                         | 7          | 0          | CF              | 0               | 0               | -                  | -                  | -                  | -           | -           | -           | 7      | 0      |
| 1994-1995                  | Le Havre                   | D1                         | 30         | 2          | CF+CdL          | 2+4             | 0               | -                  | -                  | -                  | -           | -           | -           | 36     | 2      |
| 1995-1996                  | Le Havre                   | D1                         | 30         | 0          | CF+CdL          | 1+3             | 0               | -                  | -                  | -                  | -           | -           | -           | 34     | 0      |
| 1996-1997                  | Le Havre                   | D1                         | 36         | 0          | CF+CdL          | 1+1             | 0               | -                  | -                  | -                  | -           | -           | -           | 38     | 0      |
| 1997-1998                  | Le Havre                   | D1                         | 34         | 2          | CF+CdL          | 1+2             | 0               | -                  | -                  | -                  | -           | -           | -           | 37     | 2      |
| Totale Le Havre            | Totale Le Havre            | Totale Le Havre            | 137        | 4          |                 | 15              | 0               |                    | -                  | -                  |             | -           | -           | 152    | 4      |
| 1998-1999                  | O. Lione                   | D1                         | 34         | 2          | CF+CdL          | 0+1             | 0               | CU                 | 8                  | 1                  | -           | -           | -           | 43     | 3      |
| 1999-2000                  | O. Lione                   | D1                         | 32         | 0          | CF+CdL          | 4+3             | 0               | UCL+CU             | 2+6                | 0                  | -           | -           | -           | 47     | 0      |
| 2000-2001                  | O. Lione                   | D1                         | 27         | 3          | CF+CdL          | 3+4             | 0               | UCL                | 10                 | 0                  | -           | -           | -           | 44     | 3      |
| 2001-2002                  | Bordeaux                   | D1                         | 28         | 1          | CF+CdL          | 2+5             | 0+1             | CU                 | 5                  | 0                  | -           | -           | -           | 40     | 2      |
| 2002-2003                  | O. Lione                   | L1                         | 37         | 2          | CF+CdL          | 0+2             | 0               | UCL+CU             | 6+1                | 0                  | SF          | 1           | 1           | 47     | 3      |
| 2003-2004                  | O. Lione                   | L1                         | 31         | 4          | CF+CdL          | 2+1             | 0               | UCL                | 8                  | 0                  | SF          | 1           | 0           | 43     | 4      |
| Totale O. Lione            | Totale O. Lione            | Totale O. Lione            | 161        | 11         |                 | 20              | 0               |                    | 41                 | 1                  |             | 2           | 1           | 224    | 13     |
| 2004-2005                  | Milan                      | A                          | 12         | 0          | CI              | 3               | 0               | UCL                | 4                  | 0                  | SI          | 1           | 0           | 20     | 0      |
| 2005-2006                  | Paris Saint-Germain        | L1                         | 34         | 0          | CF+CdL          | 5+1             | 1+0             | -                  | -                  | -                  | -           | -           | -           | 40     | 1      |
| 2006-2007                  | Paris Saint-Germain        | L1                         | 3          | 0          | CF+CdL          | 0               | 0               | CU                 | 0                  | 0                  | SF          | 0           | 0           | 3      | 0      |
| Totale Paris Saint-Germain | Totale Paris Saint-Germain | Totale Paris Saint-Germain | 37         | 0          |                 | 6               | 1               |                    | 0                  | 0                  |             | 0           | 0           | 43     | 1      |
| 2007-2008                  | Livorno                    | A                          | 0          | 0          | CI              | 0               | 0               | -                  | -                  | -                  | -           | -           | -           | 0      | 0      |
| Totale carriera            | Totale carriera            | Totale carriera            | 375        | 16         |                 | 51              | 2               |                    | 50                 | 1                  |             | 3           | 1           | 479    | 20     |

### Cronologia presenze e reti in nazionale
| Cronologia completa delle presenze e delle reti in nazionale ― Francia | Cronologia completa delle presenze e delle reti in nazionale ― Francia | Cronologia completa delle presenze e delle reti in nazionale ― Francia | Cronologia completa delle presenze e delle reti in nazionale ― Francia | Cronologia completa delle presenze e delle reti in nazionale ― Francia | Cronologia completa delle presenze e delle reti in nazionale ― Francia | Cronologia completa delle presenze e delle reti in nazionale ― Francia | Cronologia completa delle presenze e delle reti in nazionale ― Francia |
| Data                                                                   | Città                                                                  | In casa                                                                | Risultato                                                              | Ospiti                                                                 | Competizione                                                           | Reti                                                                   | Note                                                                   |
| ---------------------------------------------------------------------- | ---------------------------------------------------------------------- | ---------------------------------------------------------------------- | ---------------------------------------------------------------------- | ---------------------------------------------------------------------- | ---------------------------------------------------------------------- | ---------------------------------------------------------------------- | ---------------------------------------------------------------------- |
| 27-3-1999                                                              | Saint-Denis                                                            | Francia                                                                | 0 – 0                                                                  | Ucraina                                                                | Qual. Euro 2000                                                        | -                                                                      | 84’                                                                    |
| 9-6-1999                                                               | Barcellona                                                             | Andorra                                                                | 0 – 1                                                                  | Francia                                                                | Qual. Euro 2000                                                        | -                                                                      | 60’                                                                    |
| 8-9-2004                                                               | Tórshavn                                                               | Fær Øer                                                                | 0 – 2                                                                  | Francia                                                                | Qual. Mondiali 2006                                                    | -                                                                      | 64’                                                                    |
| 9-2-2005                                                               | Saint-Denis                                                            | Francia                                                                | 1 – 1                                                                  | Svezia                                                                 | Amichevole                                                             | -                                                                      |                                                                        |
| 26-3-2005                                                              | Saint-Denis                                                            | Francia                                                                | 0 – 0                                                                  | Svizzera                                                               | Qual. Mondiali 2006                                                    | -                                                                      | 59’                                                                    |
| 30-3-2005                                                              | Tel Aviv                                                               | Israele                                                                | 1 – 1                                                                  | Francia                                                                | Qual. Mondiali 2006                                                    | -                                                                      | 90+2’                                                                  |
| 31-5-2005                                                              | Metz                                                                   | Francia                                                                | 2 – 1                                                                  | Ungheria                                                               | Amichevole                                                             | -                                                                      | 65’                                                                    |
| 17-8-2005                                                              | Montpellier                                                            | Francia                                                                | 3 – 0                                                                  | Costa d'Avorio                                                         | Amichevole                                                             | -                                                                      |                                                                        |
| 3-9-2005                                                               | Lens                                                                   | Francia                                                                | 3 – 0                                                                  | Fær Øer                                                                | Qual. Mondiali 2006                                                    | -                                                                      | 58’                                                                    |
| 7-9-2005                                                               | Dublino                                                                | Irlanda                                                                | 0 – 1                                                                  | Francia                                                                | Qual. Mondiali 2006                                                    | -                                                                      |                                                                        |
| 8-10-2005                                                              | Berna                                                                  | Svizzera                                                               | 1 – 1                                                                  | Francia                                                                | Qual. Mondiali 2006                                                    | -                                                                      | 46’                                                                    |
| 12-10-2005                                                             | Saint-Denis                                                            | Francia                                                                | 4 – 0                                                                  | Cipro                                                                  | Qual. Mondiali 2006                                                    | 1                                                                      |                                                                        |
| 9-11-2005                                                              | Fort-de-France                                                         | Francia                                                                | 3 – 2                                                                  | Costa Rica                                                             | Amichevole                                                             | -                                                                      |                                                                        |
| 12-11-2005                                                             | Saint-Denis                                                            | Francia                                                                | 0 – 0                                                                  | Germania                                                               | Amichevole                                                             | -                                                                      | 75’                                                                    |
| 1-3-2006                                                               | Saint-Denis                                                            | Francia                                                                | 1 – 2                                                                  | Slovacchia                                                             | Amichevole                                                             | -                                                                      |                                                                        |
| 27-5-2006                                                              | Saint-Denis                                                            | Francia                                                                | 1 – 0                                                                  | Messico                                                                | Amichevole                                                             | -                                                                      | 52’                                                                    |
| 13-6-2006                                                              | Stoccarda                                                              | Francia                                                                | 0 – 0                                                                  | Svizzera                                                               | Mondiali 2006 - 1º turno                                               | -                                                                      | 84’                                                                    |
| 18-6-2006                                                              | Lipsia                                                                 | Francia                                                                | 1 – 1                                                                  | Corea del Sud                                                          | Mondiali 2006 - 1º turno                                               | -                                                                      | 87’                                                                    |
| Totale                                                                 |                                                                        | Presenze                                                               | 18                                                                     |                                                                        | Reti                                                                   | 1                                                                      |                                                                        |

## Palmarès

### Club

#### Competizioni nazionali
- Coppa di Lega francese: 2

Lione: 2000-2001
Bordeaux: 2001-2002
- Supercoppa francese: 2

Lione: 2002, 2003
- Campionato francese: 2

Lione: 2002-2003, 2003-2004
- Supercoppa italiana: 1

Milan: 2004
- Coppa di Francia: 1

Paris Saint-Germain: 2005-2006

## Filmografia
- Substitute (2007)
- La Très Très Grande Entreprise (2008)
- La collection pique sa crise - episodio A l'arrache (2010)